# Écomusée - Ferme du Coulevrain
L’Écomusée de Savigny-le-Temple était un écomusée situé au cœur d’un site privilégié, la ferme du Coulevrain. Propriété royale donnée en 1149 par Louis VII aux Templiers, les bâtiments visibles aujourd’hui datent pour partie du XVIe siècle et suivants. En 1986, l’activité agricole y cesse définitivement. La ville nouvelle de Sénart a alors acquis le bâti pour le protéger et la ville de Savigny-le-Temple lui a conféré une vocation culturelle, via l’installation de l’écomusée, labellisé « Musée de France » en 2002. L'écomusée ferme ses portes en 2016 et sa collection est mise en réserve. Un projet de reprise par une école Montessori est envisagé.

## Un écomusée pour la mémoire de Sénart et du sud Seine-et-Marne
Les écomusées ont pour ambition de témoigner de l’Histoire naturelle et culturelle d’un territoire. 
Sous le label national « Musée de France », décerné pour la qualité des collections et des fonds scientifiques  qui y sont conservés, l’Écomusée de Savigny-le-Temple a pour projet culturel de témoigner de l’histoire du sud de la Seine-et-Marne et de l’histoire plus récente mais tout aussi riche de la ville nouvelle de Sénart.

## Des collections de référence
L'écomusée possède un fonds iconographique unique sur l’histoire de Sénart dont des vélins des XVe et XVIe siècles, des plans d’urbanisme, 15000 diapositives mais aussi 5000 objets, un fonds documentaire spécialisé et un ensemble de bâtiments agricoles remarquables, sans oublier des collections végétales de référence dont celle du verger conservatoire.

## Le verger conservatoire
Sa vocation est la participation à la conservation des fruits à pépins traditionnels de l’est de l’Île-de-France et en particulier des pommiers. Ceci en les conservant sur le site et en développant les possibilités d'échanger des variétés avec des partenaires. 39 variétés de pommes et 7 de poiriers sont actuellement conservées.
Le verger sert également à former aux techniques d'arboriculture, à la fois en conservant les gestes du passé et en se tournant vers de nouvelles pratiques culturales respectueuses de l'environnement.

## Les publications de l’écomusée
- Évelyne Baron et Henri Wasserman, Quand le bon Pasteur va au charbon, Édition du Musée départemental des pays de Seine-et-Marne - collection Mémoires et histoire, 1996.

Pasteur effectua ses recherches sur les maladies du mouton (charbon) à Sénart.
- Henri Wasserman, La grande besace, l’histoire de l’école de Savigny-le-Temple,  Édition de l'écomusée de Savigny-le-Temple, collection Mémoires et histoire.
- Les templiers, seigneurs de Savigny– les chartes royales de 1149 et 1164, Édition de l'écomusée de Savigny-le-Temple, collection Mémoires et histoire, 2005.
- Dominique Le Tirant, Paroles et images d'elles, Les Neufs de Transilie, 2006.
- Pas si nouvelles que ça, le livret d'exposition, Édition de l'écomusée de Savigny-le-Temple, collection Mémoires et histoire, 2007.
- Homosénartus, ce cousin qui nous ressemble, 2008.